# Angelov Island
Angelov Island (englisch; bulgarisch Ангелов остров Angelow ostrow) ist eine in nord-südlicher Ausrichtung 700 m lange, 530 m breite und felsige Insel im Archipel der Südlichen Orkneyinseln. Sie liegt 3,53 km nordwestlich des Moreton Point, 0,7 km nordwestlich von Monroe Island und 0,15 km südöstlich der Nicolas Rocks in der Gruppe der Larsen-Inseln.
Britische Wissenschaftler kartierten sie 1963. Die bulgarische Kommission für Antarktische Geographische Namen benannte sie 2019 nach Kosjo Angelow (1948–2005), Kapitän des Trawlers Argonawt, der zwischen Dezember 1978 und Juli 1979 in den Gewässern um die Südlichen Orkneyinseln operiert hatte.